# Winthrop Mackworth Praed
Winthrop Mackworth Praed (ur. 28 lipca 1802, zm. 15 lipca 1839) – angielski polityk i poeta.

## Życiorys
Winthrop Mackworth Praed urodził się w Londynie 28 lipca 1802. Był trzecim synem Williama Mackwortha Praeda. Wychowywała go starsza siostra, która zmarła w 1830. Ukończył Eton College. Potem studiował na  Uniwersytecie w Cambridge. 29 maja 1829 uzyskał prawo do wykonywania zawodu adwokata. W 1830 rozpoczął karierę polityczną, wchodząc do parlamentu z listy Torysów. W latach 1834–1835 był sekretarzem Board of Control. W 1835 ożenił się z Helen Bogle.
Zmarł na gruźlicę 15 lipca 1839 w Londynie w wieku trzydziestu siedmiu lat.

## Twórczość
Winthrop Mackworth Praed jest znany jako twórca poezji humorystycznej i satyrycznej. Jego pierwszy tomik, wydany przez R. W. Griswolda, ukazał się w Nowym Jorku w 1844. Do jego najbardziej znanych wierszy należy utwór The Belle of the Ball. Austin Dobson chwalił wiersze Praeda za sparkling wit, the clearness and finish of his style, and the flexibility and unflagging vivacity of his rhythm.